# لويز كارلوس فييرا
لويز كارلوس فييرا (بالبرتغالية: Luiz Carlos Vieira Junior‏) (27 يوليو 1982 في البرازيل - ) هو لاعب كرة قدم برازيلي في مركز الوسط. لعب مع نادي النصر ونادي جنوب الصين ونادي ديبورتيفو سان خوسي ونادي سامبايو كوريا وبوافيستا سبورت ‏ وGrêmio Esportivo Glória ‏ ونادي نوفو هامبورغو ونادي بلومينغ.

## وصلات خارجية
- لويز كارلوس فييرا على موقع قاعدة بيانات كرة القدم.إي يو (الإنجليزية)
- لويز كارلوس فييرا على موقع Soccerway.com (الإنجليزية)